# ルネ・カサン

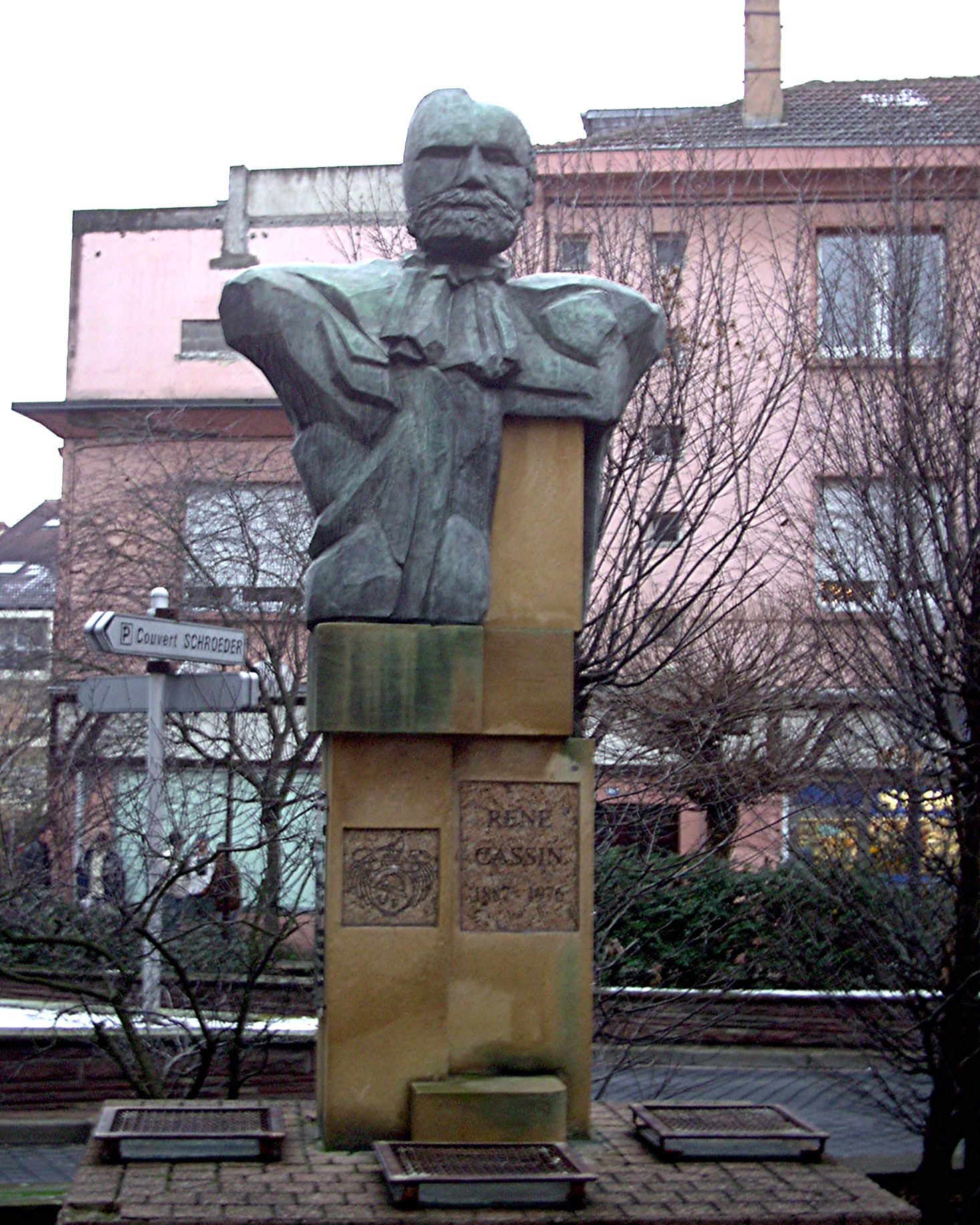
フォアバッハにあるカサンの像

ルネ・カサン（René Cassin、1887年10月5日 - 1976年2月20日）は、フランスの法学者で裁判官。ポルトガルから追放されたユダヤ人を先祖に持つ父、アルザス出身でやはりユダヤ人の母との間にバイヨンヌで生まれた。
第一次世界大戦にはフランス軍の兵士として参加し、後に退役軍人のための平和主義組織を作った。1920年からリール大学教授、1929年からソルボンヌ大学教授を務めた。1948年12月10日の第3回国際連合総会で採択された世界人権宣言を起草した功績により、1968年にノーベル平和賞を受賞した。また同年、国連人権賞も贈られた。

## 国際連盟
フランス政府の代表として1924年から1938年まで国際連盟に参加し、カサンは非武装化と国際紛争解決機関の設立に尽力した。

## 人権とNGO
カナダの法学者ジョン・ハンフリーが作った46条からなる原案を44条に削り、さらにその中から30条を選び出して、世界人権宣言の草案を作った。
また国際連合人権委員会や常設仲裁裁判所でも働いた。さらに、欧州人権裁判所では1959年から1965年は裁判官として、1965年から1968年は裁判長として勤めた。
数多くの非政府組織の代表も務め、例えば1918年にはFrench Federation of Disabled War Veteransを設立し、1940年まで代表に、それ以降は名誉代表に就いた。1945年、フランス人を助けるようにユダヤ人も助けたらどうかと言われたカサンは、アメリカやイギリスのユダヤ人たちとともにConsultative Council of Jewish Organisationsを設立した。